# Seaside Park
Seaside Park é um distrito localizado no estado americano de Nova Jérsei, no Condado de Ocean.

## Demografia
Segundo o censo americano de 2000, a sua população era de 2263 habitantes.
Em 2006, foi estimada uma população de 2302, um aumento de 39 (1.7%).

## Geografia
De acordo com o United States Census Bureau tem uma área de
2,0 km², dos quais 1,7 km² cobertos por terra e 0,3 km² cobertos por água. Seaside Park localiza-se a aproximadamente 2 m acima do nível do mar.

## Localidades na vizinhança
O diagrama seguinte representa as localidades num raio de 8 km ao redor de Seaside Park.